# Jan Tropiło
Jan Tadeusz Tropiło (ur. 1933, zm. 18 czerwca 2021) – polski weterynarz, prof. dr hab.

## Życiorys
26 maja 1995 uzyskał tytuł profesora nauk weterynaryjnych. Pracował w Katedrze Higieny Żywności i Ochrony Zdrowia Publicznego na Wydziale Medycyny Weterynaryjnej Szkoły Głównej Gospodarstwa Wiejskiego w Warszawie, oraz był członkiem Komitetu Nauk Weterynaryjnych PAN.
Był też członkiem honorowym Polskiego Towarzystwa Nauk Weterynaryjnych.

## Odznaczenia i wyróżnienia
- Medal Komisji Edukacji Narodowej[2]
- Medal honorowy Krajowej Izby Lekarsko-Weterynaryjnej „Bene de Veterinaria Meritus”[2]
- Odznaka honorowa „Zasłużony dla Kultury Polskiej”[2]
- Krzyż Kawalerski Orderu Odrodzenia Polski[2]